# Super Chance
「Super Chance」（スーパーチャンス）は、1986オメガトライブの2枚目のシングル。1986年8月7日にバップよりリリースされた。

## 解説
- 1986オメガトライブとしては『ザ・ベストテン』での1位を獲得した唯一の曲。
- この曲が1位になったのを記念して、『ザ・ベストテン』ではカルロスの好物であるピラニアの天ぷらを出し、『夜のヒットスタジオ』ではカルロスに内緒で両親を日本に招待、番組内でカルロスが両親と電話で話をした後に、両親がカルロスの目の前に現れる、というサプライズ企画を行なった。
- カップリングの「Navigator」は同名アルバムからのシングルカット。メンバーが製作した楽曲がシングルに初めて収録された。なお、アルバムに収録されているバージョンがそのまま収録されている。
- オリコンチャート初登場2位を獲得。同チャートでの売り上げ枚数は20.0万枚である。

## 収録曲
1. Super Chance
  - 作詞: 売野雅勇、作曲: 和泉常寛、編曲: 新川博
    - スーパー・フジカラーCMソング
2. Navigator
  - 作詞: 藤田浩一・カルロス・トシキ、作曲: 西原俊次、編曲: 船山基紀